# Fritz Jüptner-Jonstorff
Fritz Jüptner-Jonstorff (de son vrai nom Friedrich Joachim Freiherr Jüptner von Jonstorff, né le 2 juin 1908 à Vienne, mort le 24 octobre 1993 à Klosterneuburg) est un décorateur de cinéma autrichien.

## Biographie
Ce fils de l'officier Anton Karl Friedrich Freiherr Jüptner von Jonstorff étudie l'électrotechnique à l'université technique de Vienne puis fréquente l'université des arts appliqués de Vienne. Suit une formation pratique en tant que scénographe et ingénieur électrique.
Au début des années 1930, il travaille pour les théâtres de Vienne et de Salzbourg. Il vient au cinéma en tant qu'assistant en 1935. Après une collaboration avec Otto Niedermoser, il devient trois ans plus tard responsable de tous les décors de Deka-Film (de) à Berlin.
En 1942, il revient à Vienne, travaille quelques fois pour Willi Forst et Gustav Ucicky, surtout pour des divertissements populaires après 1945, comme la trilogie Sissi.
En 1956, Fritz Jüptner-Jonstorff travaille régulièrement avec le jeune Alexander Sawczynski. En 1970, il se retire du cinéma et travaille pour des productions télévisuelles de l'ARD et l'ÖRF (comme la série Der Kurier der Kaiserin (de)).
Il est le père de la réalisatrice Claudia Jüptner-Jonstorff.

## Filmographie sélective
| - 1936: Silhouetten - 1939: Weltrekord im Seitensprung - 1939: Le Prix du silence - 1940: Der rettende Engel - 1941: Sonntagskinder - 1941: Alles aus Liebe - 1942: Les Femmes ne sont pas des anges - 1942: Das Ferienkind - 1943: Freunde - 1944: Am Vorabend / Ein Blick zurück - 1944: Das Herz muß schweigen - 1944: Ulli und Marei - 1944: Ein Mann gehört ins Haus - 1947: Das unsterbliche Antlitz - 1947: Der Hofrat Geiger - 1948: Alles Lüge - 1948: Anni - 1948: Valse céleste - 1948: Königin der Landstraße - 1948: Fregola - 1949: Bergkristall - 1949: Ein bezaubernder Schwindler - 1949: Ruf aus dem Äther - 1949: Großstadtnacht - 1950: Der Theodor im Fußballtor - 1950: Jetzt schlägt's 13 - 1950: Kraft der Liebe - 1951: Vienne d'autrefois - 1951: Der schweigende Mund - 1952: Der Mann in der Wanne - 1952: Gefährliches Abenteuer - 1952: Saison in Salzburg - 1952: Tingeltangel - 1953: Pünktchen und Anton (de) - 1953: Der Feldherrnhügel - 1953: Auf der grünen Wiese (de) - 1953: Die Perle von Tokay - 1953: Im Krug zum grünen Kranze - 1954: Ein Haus voll Liebe - 1954: Les Jeunes Années d'une reine - 1954: An der schönen blauen Donau - 1954: Ja, so ist das mit der Liebe - 1955: Mam'zelle Cri-Cri - 1955: Le Secret d'une doctoresse - 1955: Sa fille Pierre - 1955: Sissi - 1956: Bal à l'Opéra | - 1956: Wenn Poldi ins Manöver zieht - 1956: Sissi impératrice - 1957: Scherben bringen Glück - 1957: Die Winzerin von Langenlois (de) - 1957: Sissi face à son destin - 1958: La Maison des trois jeunes filles - 1958: Hoch klingt der Radetzkymarsch - 1958: Zauber der Montur (de) - 1958: Mikosch im Geheimdienst (de) - 1959: Ich bin kein Casanova (de) - 1959: Zwölf Mädchen und ein Mann (de) - 1959: Wenn das mein großer Bruder wüßte - 1960: Meine Nichte tut das nicht - 1960: Kriminaltango - 1960: Mit Himbeergeist geht alles besser - 1961: Les Aventures du comte Bobby - 1961: Junge Leute brauchen Liebe - 1961: Mariandl - 1961: Saison in Salzburg - 1961: La Chauve-Souris - 1962: La Douceur de vivre du comte Bobby - 1962: La Veuve joyeuse - 1962: Mariandls Heimkehr - 1962: Waldrausch - 1962: Hochzeitsnacht im Paradies - 1963: Der Musterknabe (de) - 1963: La Marraine de Charley - 1963: Ein Alibi zerbricht - 1963: Schwejks Flegeljahre (de) - 1964: Hilfe, meine Braut klaut (de) - 1964: Heirate mich, Chéri (de) - 1964: … und sowas muß um 8 ins Bett (de) - 1965: Das ist mein Wien - 1965: Heidi - 1965: Comte Bobby, la terreur du Far West (de) - 1966: In Frankfurt sind die Nächte heiß - 1966: Le Lac des cygnes - 1968: Paradies der flotten Sünder - 1968: Ich spreng’ Euch alle in die Luft – Inspektor Blomfields Fall Nr. 1 (de) - 1968: Donnerwetter! Donnerwetter! Bonifatius Kiesewetter - 1968: Les Vierges folichonnes - 1970: Wenn du bei mir bist (de) - 1970: Hurra, unsere Eltern sind nicht da (de) - 1970: Quand les profs s'envolent - 1973: Ein Käfer auf Extratour (de) |